# 10822 Ясунорі
10822 Ясунорі (10822 Yasunori) — астероїд головного поясу, відкритий 16 вересня 1993 року.
Тіссеранів параметр щодо Юпітера — 3,616.
Названо на честь астронома-аматора Ясунорі (яп. やすのり(泰典)).